# Vitaljina
Vitaljina je najjužnije hrvatsko naseljeno mjesto, smješteno u općini Konavle.

## Zemljopisni položaj
Vitaljina je smještena na krajnjem jugu Hrvatske, udaljena oko 2km od poluotoka Prevlaka, a u svom sastavu ima pet zaseoka: Bezboge, Mitrovići, Misletići, Donji Kraj i Gornji Kraj.

## Naziv
Naziv je dobila po antičkom nalazištu Vitoš-gradu.

## Povijest
Tijekom Domovinskog rata Vitaljina je bila prvo mjesto u Dubrovačko-neretvanskoj županiji na koje je izvršen napad u noći 23. rujna. Nakon napada Vitaljinu su okupirali JNA i četničke postrojbe te je mjesto uskoro u potpunosti bilo uništeno, opljačkano i spaljeno.
U mjestu postoje crkva Sv. Spasa i kapelica Sv. Nikole.

## Gospodarstvo
Gospodarstvo u Vitaljini se zasniva na poljodjeljstvu.

## Stanovništvo
U Vitaljini, prema popisu stanovnika iz 2011. godine, živi 211 stanovnika uglavnom Hrvata katoličke vjeroispovjesti.
| broj stanovnika | 335   | 359   | 392   | 497   | 492   | 518   | 422   | 565   | 423   | 379   | 360   | 340   | 316   | 300   | 242   | 211   | 153   |
|                 | 1857. | 1869. | 1880. | 1890. | 1900. | 1910. | 1921. | 1931. | 1948. | 1953. | 1961. | 1971. | 1981. | 1991. | 2001. | 2011. | 2021. |

## Poznate osobe
- Martin Sentić

## Šport
- NK Vitoš Vitaljina (ugašen)

## Unutarnje poveznice
- Konavle